# Tuve IF
Tuve IF var en idrottsförening från stadsdelen Tuve på norra Hisingen i Göteborg, bildad den 2 februari 1951. Föreningens färger var rödblårandiga tröjor och blå shorts. Föreningen har bedrivit verksamhet inom fotboll och handboll på herr- och damsidan och för ungdomar.
2014 införlivades hela Tuve IF i en annan idrottsförening i Tuve, Finlandia/Pallo AIF. Under en kort tid användes klubbnamnet FT14 (Finlandia-Tuve 14) under hopslagningsprocessen, men efter att Tuve IF slutligen upplösts 2016 existerar endast Finlandia/Pallo AIF.

## Historia
Tuve IF bildades den 2 februari 1951. Tre år senare, 1954, debuterade föreningens seniorlag i fotboll på herrsidan. Hemmamatcherna spelades då på Stora holm, innan föreningen 1957 fick en egen fotbollsplan, Grimboplan.
1960 Ansökte föreningen om inträde till Svenska Handbollförbundet. Året efter, 1961, spelades föreningens första handbollsmatch.
1969 startar föreningen fotboll på damsidan.
1972 invigs Tuvevallen, som blir föreningens nya hemmaplan. 1975 tränade fotbollslegendaren Gunnar Gren herrlaget.
1982 hade föreningen 44 lag i seriespel i fotboll. 1983 invigdes föreningens senaste klubbhus vid Tuvevallen.
Klubbens representationslag i fotboll på herrsidan upplöstes efter säsongen 2012. 2014 började processen att införliva hela föreningen i Finlandia/Pallo AIF. 2016 upplöstes Tuve IF de jure.

## Kända spelare i urval
- Anette Börjesson (fotboll)
- Marcus Enström (handboll)
- Daniel Forsell (fotboll)
- Jonas Olsson (fotboll)
- Magnus Wislander (handboll)